# Zgorzelec (Grande-Pologne)
Pour l’article homonyme, voir Zgorzelec.
Zgorzelec est une localité polonaise de la gmina rurale de Rychtal, située dans le powiat de Kępno en voïvodie de Grande-Pologne. Elle se situe à environ 18 kilomètres au sud-ouest de la ville de Kępno et à 153 kilomètres au sud-est de Poznań, la capitale régionale. 